# Johan Edvard Augustin Thulin
Johan Edvard Augustin Thulin, född 26 februari 1852 i Kristianstad, död 24 juni 1886 i Lund, var en svensk bildhuggare.
Han var son till snickaren Jöns Thulin och Elisabeth Melin samt bror till dekorationsmålaren Svante Theodor Thulin. Han studerade vid Konstakademien 1879–1883 och spåddes en lysande framtid eftersom han var en skicklig modellör och på kort tid gjorde sig bemärkt som bildhuggare. Men innan Thulin han sätta djupare spår i den svenska konsten avled han i sviterna efter lungsot som han ådragit sig under sin värnpliktstjänstgöring i Norrland.

### Fotnoter
1. ↑  Artists of the World, Walter de Gruyter, 17 januari 2022, Artists of the World konstnärs-ID: 00311258, läs online och läs online.[källa från Wikidata]